# Klaus Naumann (General)

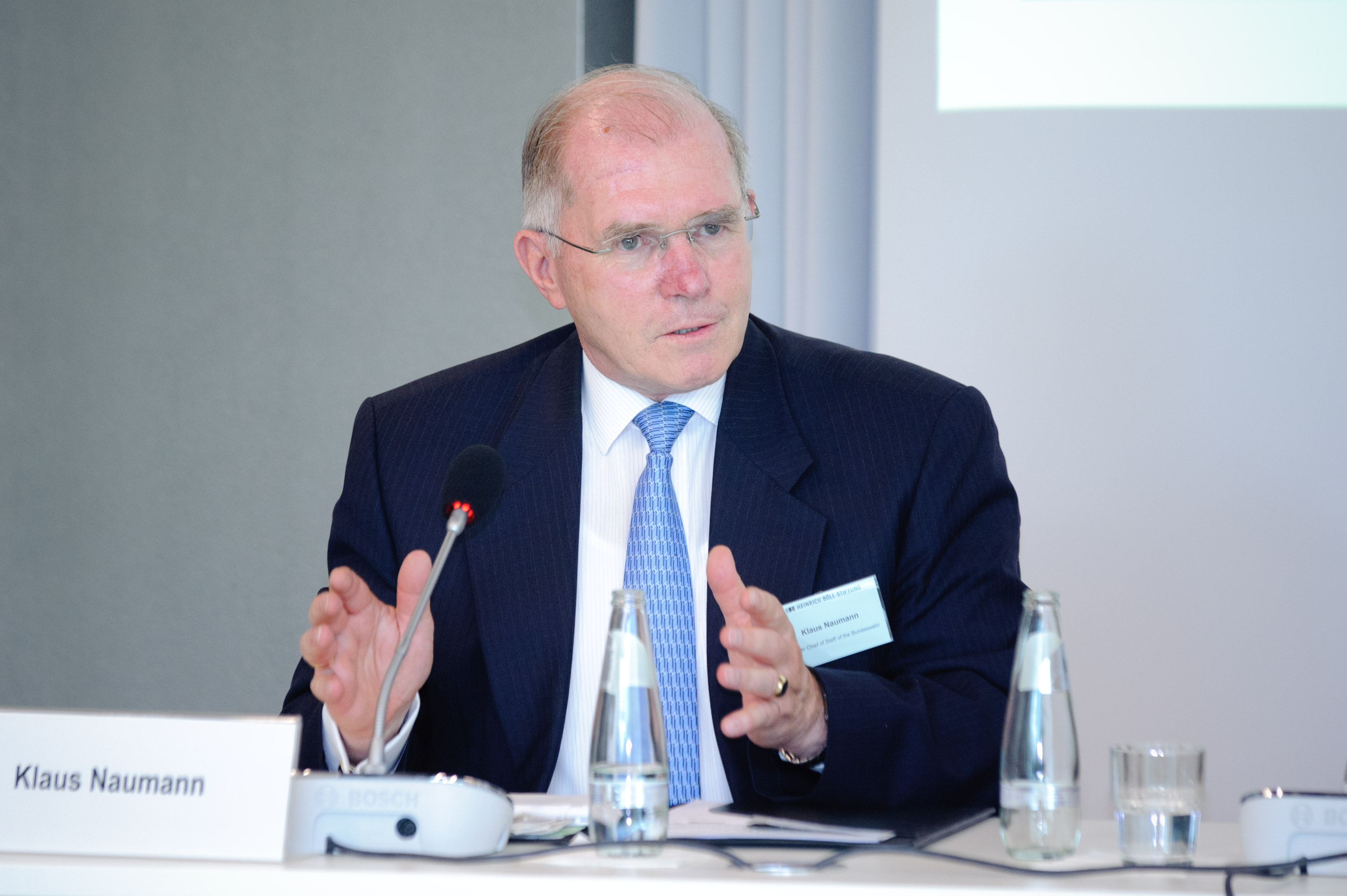
Klaus Naumann (2011)

Klaus Dieter Naumann (* 25. Mai 1939 in München) ist ein deutscher General a. D. des Heeres der Bundeswehr, war von 1991 bis 1996 der 10. Generalinspekteur der Bundeswehr und hatte von 1996 bis zu seiner Pensionierung 1999 den Vorsitz des NATO-Militärausschusses.

## Militärische Laufbahn
Naumann trat 1958 beim Feldartilleriebataillon 41 in Landshut in den Dienst der Bundeswehr ein. An der Heeresoffizierschule III in München und der Artillerieschule in Idar-Oberstein wurde er zum Offizier der Artillerie ausgebildet.
Von 1970 bis 1972 absolvierte er den 13. Generalstabslehrgang der Führungsakademie der Bundeswehr in Hamburg und wurde als herausragender Lehrgangsteilnehmer mit dem General-Heusinger-Preis ausgezeichnet. Nach Verwendungen im Panzerartilleriebataillon 51 in Idar-Oberstein, als Batteriechef im Panzerartilleriebataillon 135 in Wetzlar, als Operationsoffizier (G3) der Panzerbrigade 15 in Koblenz war er von 1977 bis 1979 Kommandeur des Panzerartilleriebataillons 55 in Homberg. 1981 wurde Naumann zum Oberst befördert. In Brüssel diente er als Dezernatsleiter für Militärpolitik, Nuklearstrategie und Rüstungskontrolle im Stab des Deutschen Militärischen Vertreters im Militärausschuss der NATO. 1983 absolvierte Naumann schließlich das Royal College of Defence Studies in London. Von 1984 bis 1986 war er Kommandeur der Panzergrenadierbrigade 30 in Ellwangen.

### Dienst im Generalsrang
Mit seiner Ernennung zum Brigadegeneral am 1. April 1986 wurde er Stabsabteilungsleiter für Planung im Führungsstab der Streitkräfte (FüS VI) im Bundesministerium der Verteidigung in Bonn. Nach der Ernennung zum Generalmajor diente er von 1988 bis 1991 ebenfalls im FüS als Stabsabteilungsleiter für Militärpolitik und Operative Führung (Fü S III). Im April 1991 übernahm Naumann bis September 1991 als Kommandierender General das I. Korps in Münster. Die Stehzeit von nur 6 Monaten in dieser Verwendung und in dem Dienstgrad Generalleutnant ist in Friedenszeiten extrem ungewöhnlich. Sie wurde allgemein darauf zurückgeführt, dass Naumann zuvor im politischen Raum bereits als Generalinspekteur vorgesehen war, den zu einer Nominierung erforderlichen „dritten Generalsstern“ aber noch nicht besaß, was nun in kürzestmöglicher Zeit nachgeholt wurde.

### Generalinspekteur der Bundeswehr

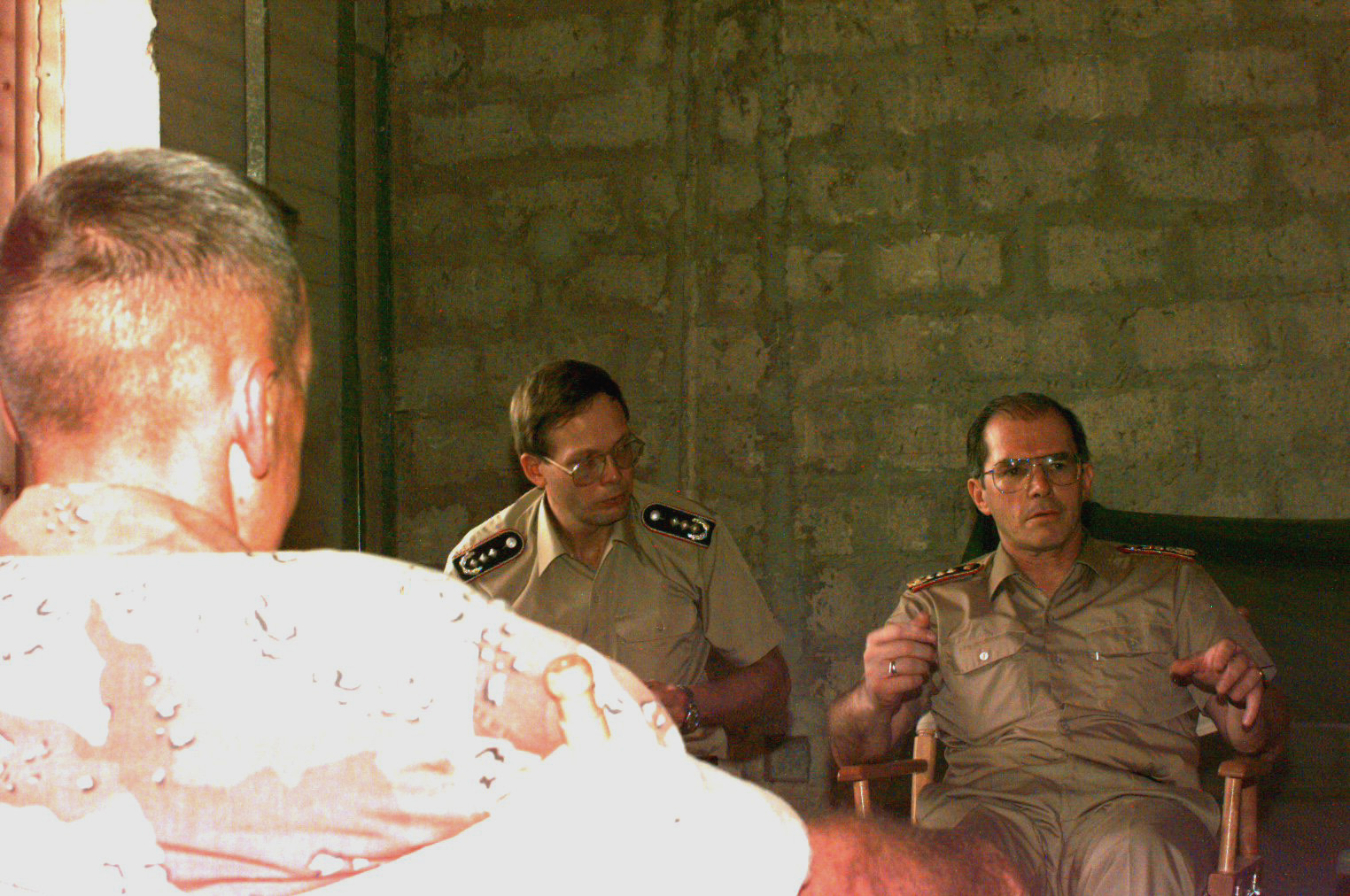
Klaus Naumann in der US-Botschaft in Mogadischu Ende Dezember 1992

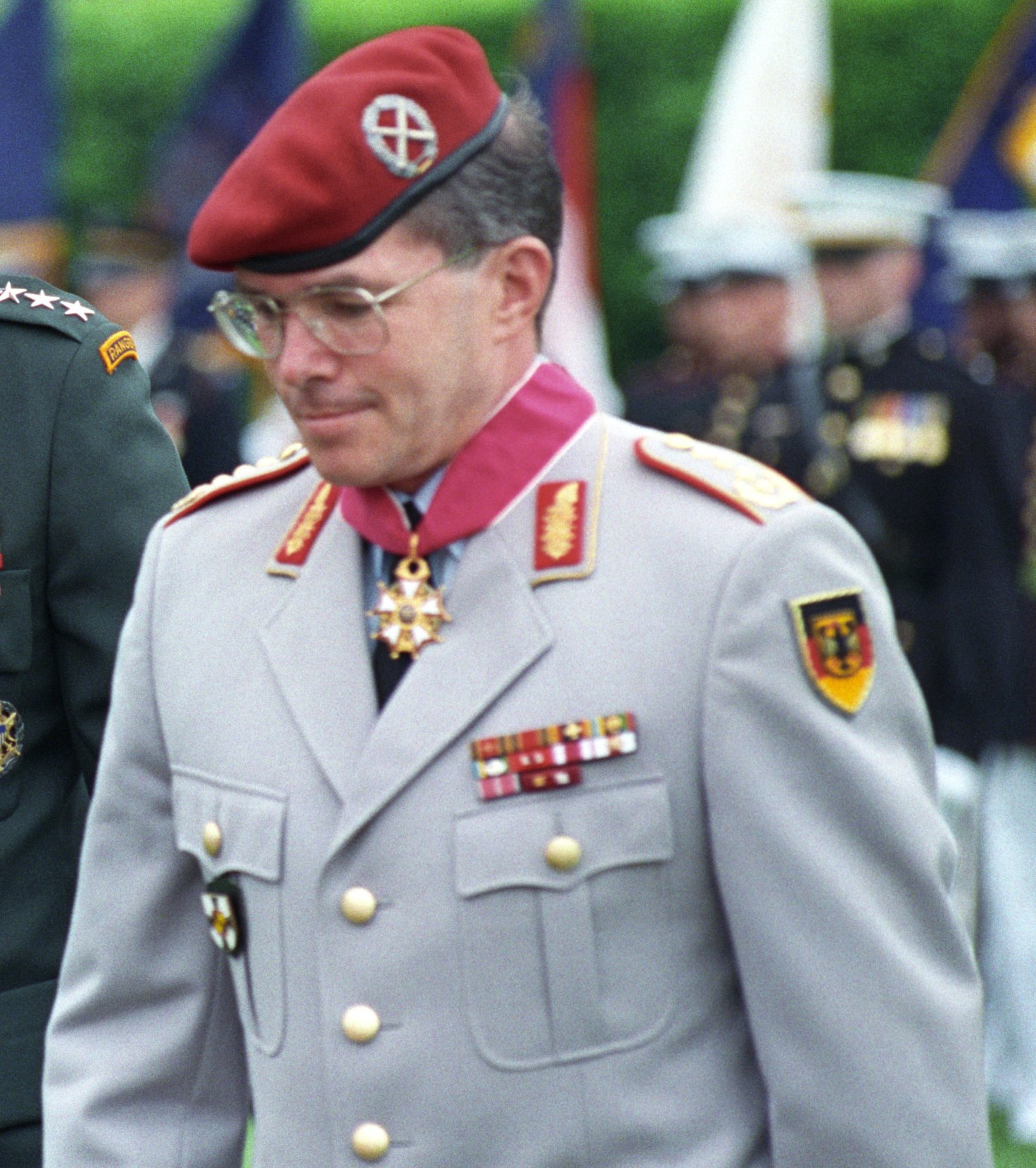
Klaus Naumann im Mai 1993

Am 1. Oktober 1991 wurde Naumann zum bisher jüngsten Generalinspekteur der Bundeswehr berufen und zum General ernannt. Am 19. November 1992 besuchte Naumann Israel und sprach als erster ausländischer Gast an der Nationalen Verteidigungsakademie des Landes. Im Oktober 1993 besuchte er in Somalia den Deutschen Unterstützungsverband im Rahmen der Friedensmission UNOSOM II der Vereinten Nationen. Im Februar und März 1994 würdigte Naumann mit der Verleihung des Fahnenbandes der Bundesrepublik Deutschland an die aus Berlin abziehenden alliierten Truppen der Vereinigten Staaten, des Vereinigten Königreichs und Frankreichs deren Verdienste um die Freiheit Berlins.
Im Juli 1994 leitete Naumann in seiner Funktion als Generalinspekteur den Umbau der Bundeswehr ein und formte die Komponenten Hauptverteidigungskräfte (HVK), Krisenreaktionskräfte (KRK) und Militärische Grundorganisation (MGO). Im Dezember 1994 wurde er auf der Konferenz der NATO-Generalstabschefs für den Posten des Vorsitzenden des NATO-Militärausschusses nominiert und am 14. Februar 1996 eingesetzt. Er löste in Brüssel den englischen Field Marshal Sir Richard Vincent ab, während Naumanns Nachfolger als Generalinspekteur der Bundeswehr der damalige Inspekteur des Heeres Hartmut Bagger wurde.
Während dieser Zeit war er insbesondere für militärpolitische Grundsatzentscheidungen der NATO in Bezug auf den Kosovo-Krieg verantwortlich und erwarb sich bei den westlichen Regierungen großen Respekt für seine Behandlung des Problems. Er diente in dieser Verwendung bis zum Jahre 1999. Im Rahmen des Internationalen Strafgerichtshofes für das ehemalige Jugoslawien trat er als einer der Belastungszeugen gegen den ehemaligen jugoslawischen Präsidenten Slobodan Milošević auf.

## Pensionierung
Bei seiner Verabschiedung 1999 konnte Naumann auf die in der Bundeswehr längste Dienstdauer als General zurückblicken. Dies gilt bis heute. Nach seiner Pensionierung wirkt er in mehreren internationalen Kommissionen, darunter vor allem die Kommission, die das Konzept der Responsibility to Protect vorlegte. Von 1999 bis 2002 war er Präsident der Clausewitz-Gesellschaft, später deren Ehrenpräsident. Nach 2003 wirkte er in verschiedenen Aufsichtsräten mit.
Am 12. Oktober 2010 hielt er ein Referat vor 400 Offizieren und Offizieranwärtern der Bundeswehr, organisiert von der katholischen Militärseelsorge in der Katholischen Akademie in Bayern in München, unter dem Titel Sicherheit für Deutschland in der entfesselten Welt der Globalisierung.
Naumann ist verheiratet und hat eine Tochter und einen Sohn.

## Auszeichnungen
Naumann gilt als der höchstdekorierte deutsche Soldat seit dem Zweiten Weltkrieg. Seine Orden, Ehrenzeichen und Preise umfassen u. a.
- 1972: General-Heusinger-Preis
- 1987: Meritorious Service Medal
- 1989: Bundesverdienstkreuz 1. Klasse
- 1991: Komturkreuz der französischen Ehrenlegion
- 1991: Grand Cruz, Orden del Mérito Militar (weiß), Spanien
- 1992: Knight Commander des Order of the British Empire (KBE)
- 1993: Großoffizier des Kronenordens, Belgien
- 1993: Commanders Cross, Legion of Merit
- 1993: Großes Silbernes Ehrenzeichen am Bande für Verdienste um die Republik Österreich
- 1993: Ehrenkreuz der Bundeswehr in Gold
- 1994: Großes Bundesverdienstkreuz
- 1994: Kommandeur mit Stern des norwegischen Verdienstordens
- 1994: Großoffizier der französischen Ehrenlegion
- 1995: Verteidigungsmedaille Erster Klasse, Ungarn
- 1995: Großoffizier des belgischen Leopoldsordens
- 1996: Großkreuz vom Orden des Löwen von Finnland
- 1996: Großoffizier des Ordens von Oranien-Nassau, Niederlande
- 1996: Komtur mit Stern des Verdienstordens der Republik Polen
- 1996: Lucius D. Clay Medaille
- 1998: Großes Bundesverdienstkreuz mit Stern
- 1999: Großkreuz, Military Merit Medal, Portugal
- 1999: Großkreuz des Ordens für Verdienste zur See, Spanien
- 1999: Mittle Cross with the Star, Order of Merit, Ungarn
- 1999: Commander, Legion of Merit
- 1999: Komtur mit Stern des Ordens Polonia Restituta
- 1999: Großkreuz des belgischen Leopoldordens
- 2012: Manfred-Wörner-Medaille

## Schriften (Auswahl)
- Die Bundeswehr in einer Welt im Umbruch. Siedler, Berlin 1994, ISBN 3-88680-535-2.
- NVA. Anspruch und Wirklichkeit. 2. Auflage. E.S. Mittler & Sohn, Hamburg u. a. 1996, ISBN 3-8132-0506-1.
- Frieden – der noch nicht erfüllte Auftrag. E.S. Mittler & Sohn, Hamburg u. a. 2002, ISBN 3-8132-0714-5.